# 沃塞勒和贝夫库尔
沃塞勒和贝夫库尔（法語：Vaucelles-et-Beffecourt，法語發音：[vosɛl e bɛfkuʁ]）是法国上法蘭西大區埃纳省的一个市镇，属于拉昂区。

## 地理
沃塞勒和贝夫库尔（49°31'46"N, 3°33'19"E）面积4.03 平方千米，位于法国上法蘭西大區埃纳省，该省份为法国北部内陆省份，北起北部省，西接索姆省和瓦兹省，东临阿登省和马恩省，西南至塞纳-马恩省，东北部与比利时接壤。
与沃塞勒和贝夫库尔接壤的市镇（或旧市镇、城区）包括：布吉尼翁苏蒙巴万、希维莱塞图韦勒、埃图韦勒、拉瓦勒昂洛努瓦、蒙昂洛努瓦、鲁瓦约库尔和谢尔韦、于尔塞勒。
沃塞勒和贝夫库尔的时区为UTC+01:00、UTC+02:00（夏令时）。

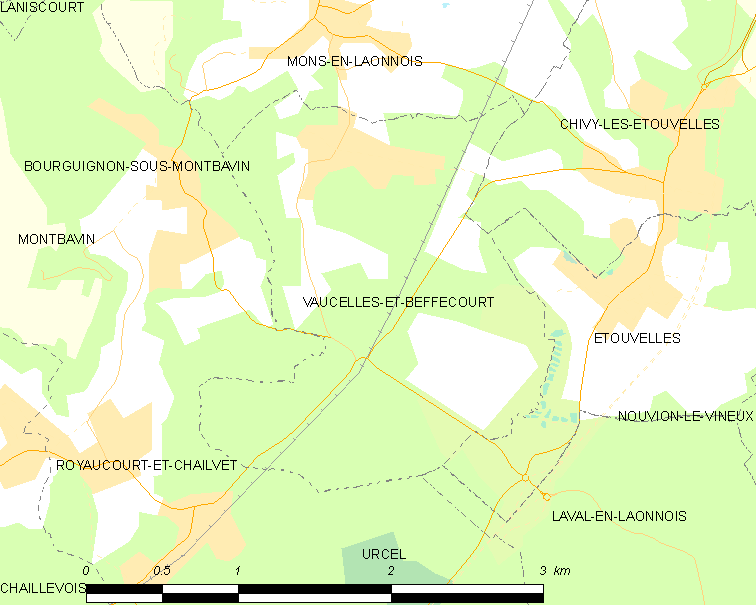
沃塞勒和贝夫库尔的OSM定位图

## 行政
沃塞勒和贝夫库尔的邮政编码为02000，INSEE市镇编码为02765。

## 政治
沃塞勒和贝夫库尔所属的省级选区为拉昂第一县。

## 人口

1962-2008年间沃塞勒和贝夫库尔人口变化图示

沃塞勒和贝夫库尔于2022年1月1日时的人口数量为233人。